# 康寧道
康寧道（英語：Hong Ning Road）是香港九龍觀塘區的一條道路，由觀塘道404號對開向北延伸，至協和街基督教聯合醫院為止，全長約1.1公里。整段道路為斜路，可供車輛和行人使用，馬路最闊一段介乎於觀塘道至物華街之間，共有五條行車線。由康寧道分支出來的道路包括功樂道及和康徑。
功樂道首尾兩端連接康寧道，環繞樂意山（舊稱鱷魚山）山麓一圈，全長約1.1公里。沿線以中密度住宅、學校和休憩設施為主，而在功樂道81號對開分支的康利道，則可通往樂意山山頂，沿線同樣以中密度住宅和學校為主。樂意山的住宅當中，向南和西面的單位可遠眺維多利亞港景色。交通方面，居民主要靠兩條專線小巴路線往返觀塘市中心和牛頭角，以及在學校上課日提供有限度的專利巴士服務。
和康徑位於沈雲山以南的康寧道尾段，全長只有約200米。靠近康寧道東面有學校、警署和紀律部隊宿舍，而在其南面山頭則有香港天文台的自動氣象站和通訊事務管理局辦公室(前電訊管理局)的無線電監察設施，都是專為觀塘區而設。
為配合觀塘市中心重建計劃，此道路原裕民坊至物華街一段改為雙向行車，下行方向可直接前往牛頭角道及觀塘道。

## 交匯道路
- 觀塘道
- 裕民坊
- 牛頭角道
- 物華街
- 宜安街
- 崇仁街
- 明智街
- 功樂道
- 功樂道
- 振華道
- 和康徑
- 協和街

## 沿線建築物
- 康寧道遊樂場
- 香港心理衛生會賽馬會大樓
- 觀塘功樂官立中學
- 康麗園
- 康濤閣
- 觀塘浸信會
- 康寧道公園第一期
- 秀茂坪紀律部隊宿舍
- 秀茂坪警署
- 高雷中學

## 外部連結
1. ↑  ＜觀塘區自動氣象站啟用 （页面存档备份，存于），2009年10月21日，香港天文台＞